# Загор'є (Лузький район)
Загор'є (рос. Загорье) — присілок у Лузькому районі Ленінградської області Російської Федерації.
Населення становить 23 особи. Належить до муніципального утворення Ям-Тьосовське сільське поселення.

## Історія
Згідно із законом від 28 вересня 2004 року № 65-оз належить до муніципального утворення Ям-Тьосовське сільське поселення.

## Населення
| 1879 | 1885 | 1909 | 1928 | 1965 | 1997 | 2007 |
| ---- | ---- | ---- | ---- | ---- | ---- | ---- |
| 152  | ↗194 | →194 | ↘142 | ↘99  | ↘28  | ↘20  |
| 2010 | 2013 |      |      |      |      |      |
| ↗30  | ↘23  |      |      |      |      |      |